# Лик у огледалу (песма)
Лик у огледалу је песма певачице Зорје, која се такмичила на националном такмичењу Песма за Евровизију '24 како би представљала Србију на Песми Евровизије 2024. у Шведској. Песма је заузела треће место у финалу.

## Песма за Евровизију '24
У децембру 2023. године објављена листа учесника фестивала Песма за Евровизију ’24, међу којима је била и Зорја.
Дана 25. јануара 2024, песма Лик у огледалу је објављена, заједно са свим другим песмама Песме за Евровизију '24. Текст песме потписују Зорја и Владан Максимовић, док музику и аранжман потписују Зорја и њен супруг Лазар Пајић.
Зорја наводи да су у току писања песме имали тему Џејмс Бонд. Такође, наводи да је Лик у огледалу наставак песме Зорја са такмичења ПзЕ '22. Порука песме је да је лик у огледалу истина, оно што треба да будемо, а не оно што конструишемо да бисмо задовољили друге. Бави се темом самоприхватања и личног идентитета и описују се људске унутрашње борбе. Извођачица жели да се ослободимо друштвених очекивања.

## Пријем
Зорјина песма одмах након објављивања постаје један од фаворита за победу Песме за Евровизију ’24, а заузела је треће место.